# 마니 문자
마니 문자는 아람 문자 계통의 문자 체계로, 주로 마니교도에 의해 이란어군에 속하는 다수의 언어 및 튀르크어족의 고대 위구르어를 표기하는 데 사용되었다. 시리아 문자의 에스트란겔라 서체와 닮았기 때문에 종종 ‘마니교 에스트란겔라’라고도 불리지만 실제 파생 관계에는 논란이 있으며, 팔미라 문자가 바탕이 되었다는 설도 있다.
아람 문자와 마찬가지로 우횡서로 적히는 아브자드에 속한다.

## 역사
일부 학자들은 마니 문자를 마니 스스로 창제했다고 주장하는데, 예를 들어 미셸 타르디외(Michel Tardieu)에 따르면 아람인 마니는 시리아어로 성전(聖典)을 직접 저술했지만, 이란 전역에 선교하기 위해서는 이란의 언어로 번역해야 했다. 그러나 당시 이란에서 사용되던 파르티아어와 중세 페르시아어를 표기하기 위한 팔라비 문자는 아람 문자 계통으로, 여러 글자가 같은 자형으로 되어 있고, 셈어파의 단어를 그대로 써서 이란어로 ‘훈독’하는 등 정서법이 복잡하고 직관적이지 않았다. 이에 마니는 선교를 위해 정서법 개혁을 단행해 이란어를 동방 시리아 문자로 표기했다고 한다.
Skjærvø는 마니가 이란어를 표기할 수 있도록 시리아 문자 에스트란젤로체에 몇 개의 문자와 기호를 추가했다고 하였으나, 아마도 마니 이전에 이미 이 문자가 존재했을 것이라고도 한다.
Durkin-Meisterernst에 따르면, 마니 자신 혹은 그의 제자가 이미 팔미라 문자 또는 그에 가까운 문자를 사용하고 있었던 것이 확실하며, 이를 셈어파 이외의 언어를 표기하기 위해 응용한 것이 바로 마니 문자라고 한다.
마니 문자로 쓰여진 문헌은 중앙아시아에서 발견되며, 그 중 상당수는 베를린의 투르판 콜렉션이 소장하고 있다. 대부분은 8세기에서 10세기의 것으로 추정된다.

## 특징
마니 문자를 우횡서로 적히며 자소는 어중 위치에 따라 형태가 달라지지만 아랍 문자만큼 복잡하지는 않고 몇몇 자소가 어말형과 그 이외의 형태로 구별되는 정도이다.
아람 문자는 22개 자소로 구성되어 있는데, 마니 문자에는 δ와 ǰ로 번자(飜字)되는 두 개의 자소가 더 있다. 자소 δ는 l을 바탕으로 만들어졌다. /θ/는 자소 δ를 두 번 적어서 표기된다. 그 외에 자소 g를 변형하여 /ɣ/를 표기한다. /β f x/는 각각 자소 b p k 위에 방점을 찍어 표기된다.
마니 문자는 우횡서로 적히며, 자소는 단어의 위치에 따라 형태가 달라지지만, 아랍 문자만큼 복잡하지 않고 일부 자소에서 어미형과 그 외의 형태가 구분될 뿐이다.

## 유니코드
유니코드에는 2014년의 7.0판에서 보조 다국어 평면의 U+10AC0부터 U+10AFF까지 할당되었다.
| Manichaean |   |   |   |   |   |   |   |   |   |   |   |   |   |   |   |   |
|            | 0 | 1 | 2 | 3 | 4 | 5 | 6 | 7 | 8 | 9 | A | B | C | D | E | F |
| U+10ACx    | 𐫀 | 𐫁 | 𐫂 | 𐫃 | 𐫄 | 𐫅 | 𐫆 | 𐫇 | 𐫈 | 𐫉 | 𐫊 | 𐫋 | 𐫌 | 𐫍 | 𐫎 | 𐫏 |
| U+10ADx    | 𐫐 | 𐫑 | 𐫒 | 𐫓 | 𐫔 | 𐫕 | 𐫖 | 𐫗 | 𐫘 | 𐫙 | 𐫚 | 𐫛 | 𐫜 | 𐫝 | 𐫞 | 𐫟 |
| U+10AEx    | 𐫠 | 𐫡 | 𐫢 | 𐫣 | 𐫤 | 𐫥  | 𐫦  |   |   |   |   | 𐫫 | 𐫬 | 𐫭 | 𐫮 | 𐫯 |
| U+10AFx    | 𐫰 | 𐫱 | 𐫲 | 𐫳 | 𐫴 | 𐫵 | 𐫶 |   |   |   |   |   |   |   |   |   |

## 참고문헌
- Durkin-Meisterernst, Desmond (2005). 〈Manichean Script〉. 《Encyclopædia Iranica Online》.
- Kara, György (1996). 〈Aramaic Scripts for Altaic Languages〉.   Peter T. Daniels; William Bright. 《The World's Writing Systems》. Oxford University Press. 536-558쪽. ISBN 0195079930.
- Skjærvø, Prods Oktor (1996). 〈Aramaic Scripts for Iranian Languages〉.   Peter T. Daniels; William Bright. 《The World's Writing Systems》. Oxford University Press. 515-535쪽. ISBN 0195079930.
- Skjærvø, Prods Oktor (2006), 《An Introduction to Manicheism》, 2021년 11월 27일에 원본 문서에서 보존된 문서, 2023년 11월 11일에 확인함
- ミシェル・タルデュー (2002). 《マニ教》. 文庫クセジュ. 번역 大貫隆・中野千恵美. 白水社. ISBN 4560058482.